# Dogū
Dogū (土偶)(que significa "estatuetes d'argila") són estatuetes d'animals o d'humanoides fetes durant el període Jomon tardà (14000–400 aC) del Japó prehistòric.A Els Dogū, a partir del període Jomon ja no es van tornar a fer mai. Hi ha diversos estils de Dogū. Segons el Museu Nacional d'Història del Japó se n'han trobat un 15.000 a tot el Japó excepte a Okinawa. La intenció de fer-los roman desconeguda. No s'han de confondre amb els haniwa d'argila del període Kofun (250 – 538).

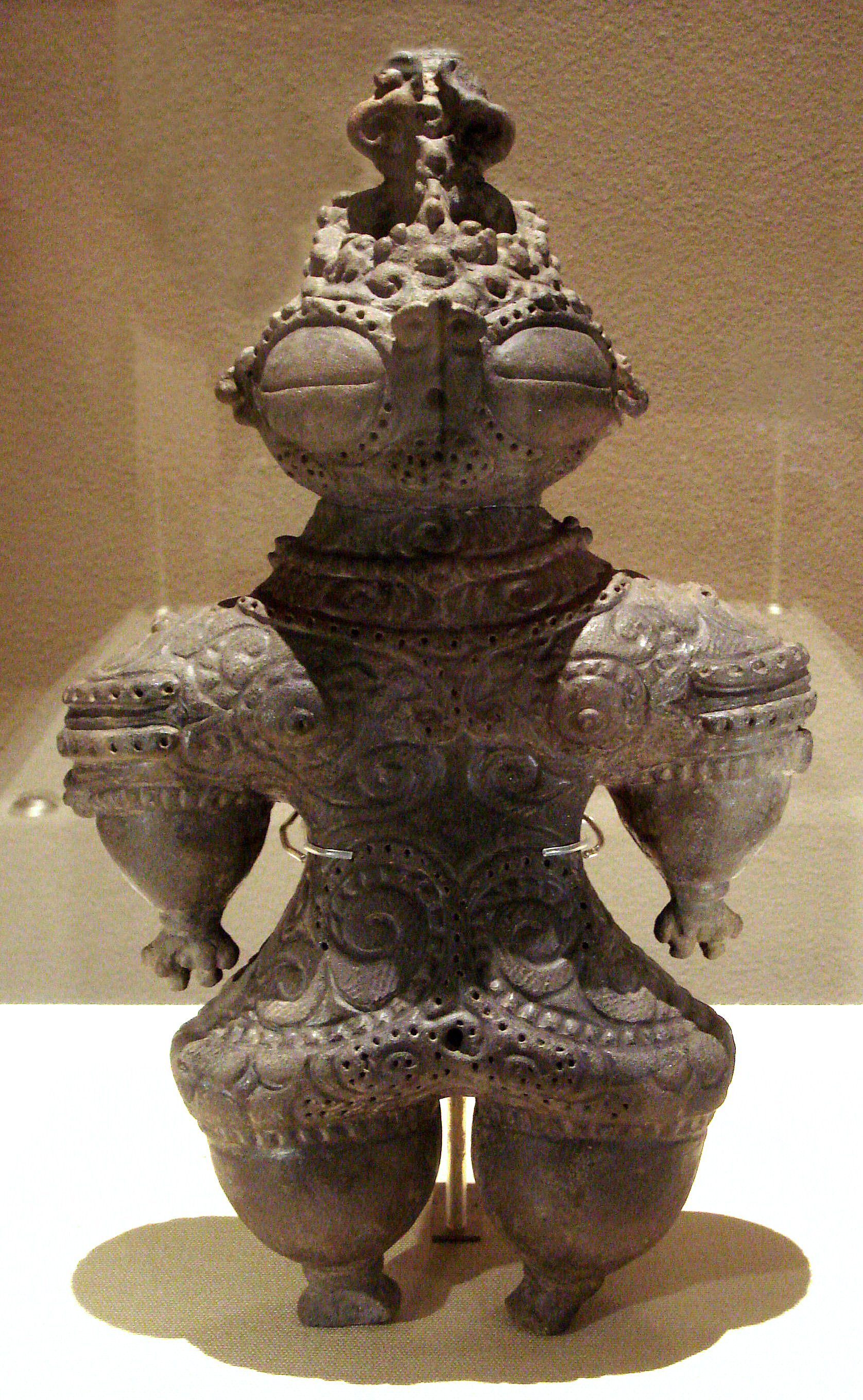
Dogū, 1000–400 aC.

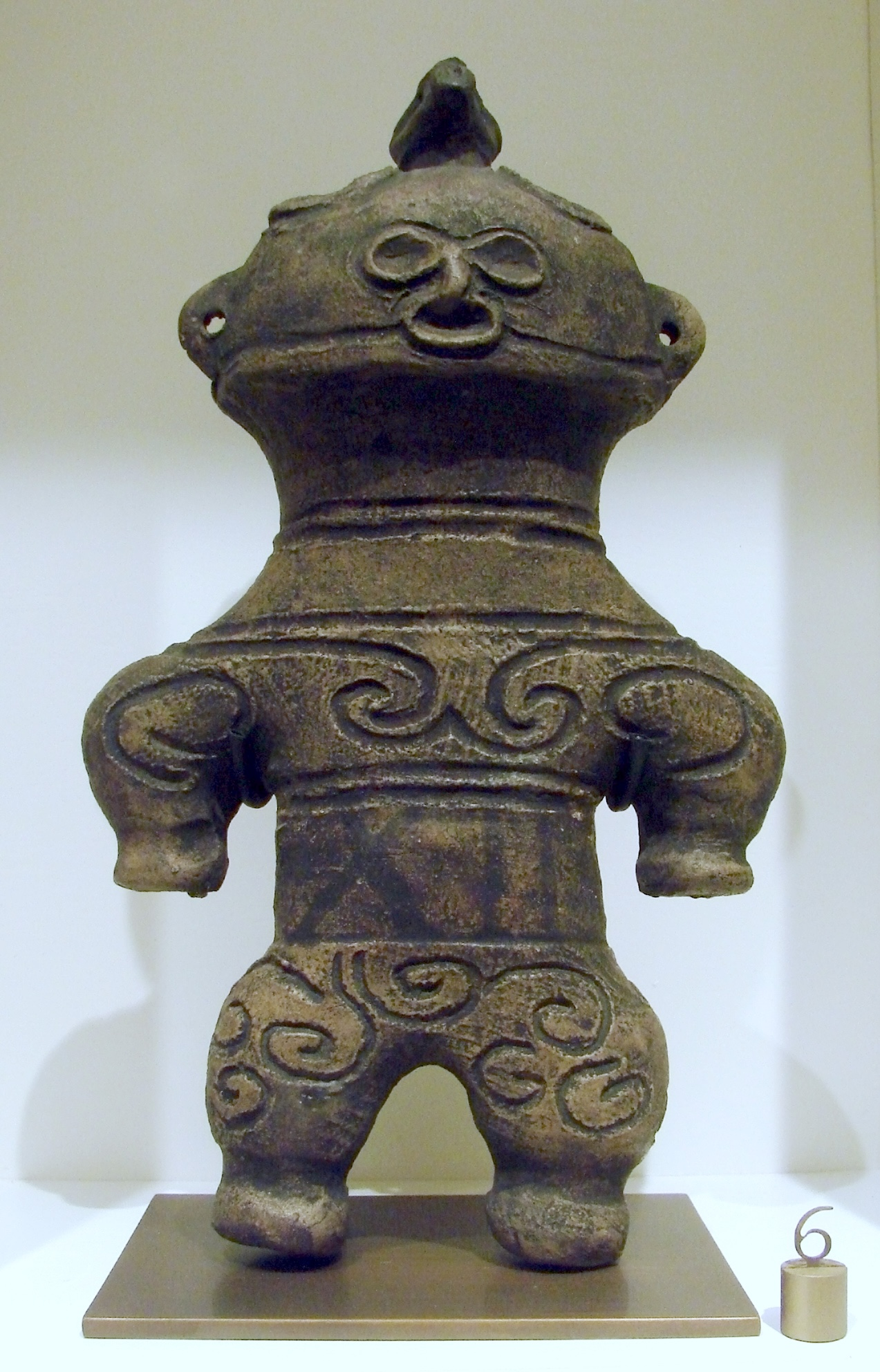
Figureta Dogū, Jomon. Musée Guimet (70608 3).

Els Dogū estan elaborats amb argila i típicament fan de 10 a 30 cm d'alt. La majoria de figuretes semblen representar una dona, tenen ulls grans, petites cintures i malucs amples. Són considerats per molts com a representant de deesses. Moltes tenen grans abdòmens associats amb l'embaràs, el que suggereix que els del període Jomon els considerava deessa mare. La majoria tenen marques a la cara, el pit i les espatlles, que suggereixen tatuatges i incisió probable amb bambú.